# Raúl Moretti
Raúl Moretti Pos  (Rosario, Colonia, Uruguay, 8 de enero de 1907 - Montevideo, Uruguay, 3 de mayo de 1966), fue un jurista y magistrado uruguayo, quien se desempeñó como miembro del Tribunal de lo Contencioso Administrativo entre 1952 -año de su creación- y 1962. Fue asimismo un destacado jurista y docente especialista en Derecho Procesal.

## Primeros años
Nació en Rosario el 8 de enero de 1907,hijo de Carlos Moretti y de Carmen Pos. 
Cursó estudios en la Facultad de Derecho de la Universidad de la República, donde se graduó como abogado en 1932.

## Juez de Paz
En noviembre de 1932 fue nombrado Juez de Paz de la 5° sección judicial de Montevideo, donde se desempeñó durante siete años.

## Fiscal
En enero de 1940 dejó el Poder Judicial e ingresó al Ministerio Público al ser designado Adjunto de la Fiscalía de Corte.
En enero de 1947 pasó a ocupar el cargo de Fiscal de Hacienda de Primer Turno.

## Tribunal de lo Contencioso Administrativo
El 14 de febrero de 1952 la Asamblea General lo eligió, junto a Fermín Garicoits, a Carlos María Larghero, a Eliseo Bordoni Posse y a Roberto Zubillaga, como ministros del primer Tribunal de lo Contencioso Administrativo, órgano jurisdiccional que acababa de ser creado por la nueva Constitución de 1952.Al día siguiente, junto a sus colegas, declararon constituido el Tribunal.
Moretti ocupó la Presidencia del Tribunal en el año 1960.
Cesó en su cargo como ministro del TCA en febrero de 1962, junto con Bordoni Posse y Zubillaga, al cumplir los diez años en el mismo, período máximo de permanencia habilitado por la Constitución.
Garicoits y Larghero se habían retirado en 1957 y sus vacantes nunca habían sido cubiertas, por lo que al cesar los restantes tres ministros el Tribunal quedó totalmente desintegrado. Ante ello, el mismo mes de febrero de 1962 la Asamblea General designó finalmente su nueva integración, compuesta por Alberto Sánchez Rogé, José María Piñeyro, Carlos Durán Rubio, José María França y Juan Carlos Nario.

## Actividad docente y obra jurídica
Fue un destacado catedrático de Derecho Procesal en la Facultad de Derecho de la Universidad de la República.Escribió numerosos libros y artículos sobre su especialidad.
En 1946 le fue encomendada por el Poder Ejecutivo la actualización del Código de Instrucción Criminal entonces vigente.
En 1949 integró una comisión para sistematizar las normas legales sobre contrabandoy en 1955 presidió otra comisión con similar finalidad.
Fue uno de los redactores de las disposiciones de la Constitución de 1952 que crearon y regularon el funcionamiento del Tribunal de lo Contencioso Administrativo que posteriormente integraría.
También redactó las disposiciones en materia aduanera de la ley 13.318 del año 1964.

## Vida personal. Fallecimiento
Contrajo matrimonio en 1933 con Celsa Esther Osimani,también abogada y quien cumplió funciones como Actuaria.
Raúl Moretti falleció en Montevideo el 3 de mayo de 1966, a los 59 años de edad.El mismo día de su muerte había entregado los originales de un nuevo libro denominado "Estudios de derecho procesal".
Una calle de Montevideo lleva su nombre.